# Energia specifică organelor de simț
Energia specifică a organelor de simț este un concept idealist-subiectiv, formulată de naturalistul german Johannes Peter Müller de pe pozițiile idealismului fiziologic.
Potrivit acestuia, activitatea organelor de simț nu este determinată de realitate obiectivă, ci de o energie proprie, ruptă în mod metafizic de lumea exterioară.

## Baza experimentală a ipotezei
În sprijinul teoriei sale, Müller a invocat argumentul că, indiferent de natura excitantului, organele de simț produc constant aceeași senzație; de exemplu, ochiul reacționează prin senzații vizuale nu numai la excitanții optici, ci și la presiuni sau loviri.
Omul de știință german nu a ținut seama de faptul că însăși specializarea simțurilor este determinată de adaptarea acestora la însușirile excitanților specifici și că excitațiile nespecifice (de exemplu cele mecanice sau electrice în cazul ochiului) nu intervin decât în mod accidental.

## Clarificări ulterioare
În 1912 Edgar Douglas Adrian arăta că toți neuronii transmit aceeași formă de energie, energie electrică sub formă de potențial de acțiune.